# Gironville-sur-Essonne
Gironville-sur-Essonne – miejscowość i gmina we Francji, w regionie Île-de-France, w departamencie Essonne.
Według danych na rok 1990 gminę zamieszkiwały 574 osoby, a gęstość zaludnienia wynosiła 43 osób/km² (wśród 1287 gmin regionu Île-de-France Gironville-sur-Essonne plasuje się na 773. miejscu pod względem liczby ludności, natomiast pod względem powierzchni na miejscu 223.).